# Nacionalni park Bikin
Nacionalni park Bikin (ruski: Национальный парк «Бикин») je ruski nacionalni park stvoren 3. studenoga 2015. kako bi se zaštitila najveća mješovita šuma sjeverne zemljine polutke, kao i 10% svih amurskih tigrova u divljini. Park također štiti i šumsku kulturu 600 autohtonih stanovnika doline rijeke Bikin, Udegejci i Nanajci. Njihov tradicionalni način života podrazumjeva lov, ribolov i skupljanje češera i oraha, te njima pripada 68% parka, dok je ostatak namijenjen konzervaciji, znanstvenim istraživanjima i eko-turizmu.
Njegovih 11.600 km² se proteže sjeverom oblasti Primorski kraj i Habarovski kraj, od zapadnih obronaka planina Sihote-Alinj, te povezuje rijeku Amur na zapadu do primorske regije na istoku. Tok rijeke Bikin prolazi kroz izolirani planinski kraj koji je prekriven miješanim četinjačama i listopadnom šumom i ulijeva se u rijeku Usuri, pritoku Amura koji se ulijeva u Ohotsko more.

## Bioraznolikost
Ovo područje je zbog veličine nedirnute kišne šume umjerene vlažne klime, što je vrlo važno za bioraznolikost životinja i biljaka. Tu je zabilježeno 51 vrsta sisavaca kao što su: sob (Rangifer tarandus), vuk i mrki medvjed (Ursus arctos lasiotus), te azijski crni medvjed (Ursus thibetanus) i 194 vrste ptica kao što su: kineska patka (Mergus squamatus) i Blakinstonova sova ribarica (Bubo blakistoni).
Park prirode Sihote-Alinj je 2001. godine upisan na UNESCO-ov popis mjesta svjetske baštine u Aziji i Oceaniji zbog svoje važnosti "u očuvanju ugroženih životinja tropskog pojasa koje žive zajedno s onima iz tajgi", a 2018. godine je ovom području dodan Nacionalni park Bikin.
- Jedan od 30 – 35 amurskih tigrova u dolini rijeke Bikin
- Rijeka Bikin

## Vanjske poveznice
- Središnji Sihote-Alinj na stranicama Fundacije za zaštitu prirodne baštine (engl.)